# واحد گرمایش رادیوایزوتوپ

طرح شماتیک از یک واحد گرمایش رادیوایزوتوپ

واحد گرمایش رادیوایزوتوپ(به انگلیسی: Radioisotope heater unit) به طور اختصار RHU وسیله‌ای کوچک است که به وسیله فرایند واپاشی ایزوتوپ‌های پرتوزا، انرژی گرمایی تولید می‌کند. این وسیله مانند مولد گرما-الکتریکی ایزوتوپی بوده و می‌تواند با حدود یک گرم ایزوتوپ پلوتونیم-۲۳۸ حدود یک وات گرما تولید کند. البته دیگر مواد پرتوزا نیز در آن قابل استفاده است.